# Ассоциация боевого духовенства
Ассоциация боевого духовенства (перс. مجمع روحانیون مبارز‎) — иранская реформистская исламская политическая партия.

## История
Ассоциация воинствующего духовенства была основана в 1987 году после распада Исламской республиканской партии, правящей политической партии Ирана того времени. Изначально объединение имело более радикальные и популистские взгляды, нежели реформистские, и делало акцент «на распространение революции и призыве к государственной монополии на экономику» вместо демократии и свободы слова.
В результате третьих парламентских выборов 1988 года партия получило большинство мест в парламенте и Мехди Карруби стал заместителем председателя парламента, а позже — самим председателем. Это привело к началу противостояния Ассоциации и Общества боевого духовенства Тегерана, которое было образовано остальными членами Исламской республиканской партии. После смерти аятоллы Хомейни в 1989 году Совет экспертов избрал Али Хаменеи, который на тот момент был главой Общества, новым Верховным лидером, что значительно усилило позиции партии. Партийная борьба между Ассоциацией и Обществом боевого духовенства Тегерана в итоге привела к бойкоту парламентских выборов 1996 года Ассоциацией.
Во время парламентских выборов 2000 года, благодаря поддержке действующего на тот момент президента и бывшего главы партии Мохаммада Хатами, Ассоциации снова удалось получить места в парламенте, а Мехди Карруби стал председателем парламента. Однако уже после выборов 2004 года партия потеряла большинство в парламенте. После президентских выборов 2005 года, на которых Мехди Карруби получил третью позицию, он покинул Ассоциацию, заявляя, что партия недостаточно поддержала его на выборах.
На момент 2007 года партия выступала за ограничение влияния духовенства в политике Ирана и расширение индивидуальных свобод — хотя и не настолько, что это могло бы «привести к секуляризму или либерализму».
После отставки Мехди Карруби у партии не было генерального секретаря до конца августа 2005 года, когда Мохаммад Мусави Хоийниха был избран на эту должность. Бывший президент Ирана Мохаммад Хатами является председателем Центрального совета Ассоциации.

## Члены партии
Согласно Мухаммаду Сахими, «у партии есть значительное количество сторонников и сочувствующих среди молодого духовенства».

### Члены Центрального совета
Далее приведены 28 членов Центрального совета партии:

| - Мохаммад Мусави Хоийниха (Генеральный секретарь) - Маджид Ансари (спикер) - Мохаммад Хатами (глава совета) - Али Акбар Мохташамипур - Мохаммад Хашеми - Хади Хаменей - Али Аджам - Мохаммад-Али Абтахи - Мохаммад-Али Ансари | - Мохаммад Мусави-Бойнурди - Исса Велайи - Мохаммад Разави - Сейед Мохаммад Хашеми - Али-Акбар Аштиани - Мохаммад-Али Хосрави - Таки Даричейи - Сераджеддин Мусави - Али Мохаммад Дастгеиб Ширази | - Фазель Фердоси - Али-Асгар Рахмани Халили - Ассадолла Киан-Эрси - Мохаммад Могаддам - Моджтаба Нурмофиди - Мохаммад-Али Незамзаде - Мехди Эмам-Джамарани - Абдолвахед Мусави-Лари - Мохаммад-Али Садуги - Асадолла Баят-Занджани |

### Другие члены
- Мехди Карруби (бывший член)
- Садек Хальхали (умер)
- Хади Гаффари
- Расул Монтаджабния
- Абдулла Нури
- Мохаммад-Реза Тавассоли
- Хассан Санеи
- Махмуд Доайи
- Годратолла Алихани